# JONG
JONG was een Nederlandse politieke partij die zegt op te komen voor de jongeren in de samenleving. De partij is opgericht in 2017 door Jacob de Groot uit Gaast.

## Standpunten
De drie speerpunten van JONG betreffen het klimaat, onderwijs en wonen. Zo wil de partij onder andere meer subsidies voor onderzoek naar innovaties in de aanpak van klimaatverandering, de afschaffing van het leenstelsel, een maximumprijs voor kamers en meer duurzame woningen voor starters. Daarnaast wil JONG de stemgerechtigde leeftijd naar 16 jaar verlagen en wil de partij een Europese Unie die zich focust op het aanpakken van migratie en klimaat.

## Verkiezingsresultaten
JONG deed mee onder De Groot aan de gemeentelijke herindelingsverkiezingen in Nederland 2017 in de gemeente Súdwest-Fryslân, maar kwam met 669 stemmen (2,12%) zo'n honderd stemmen te kort voor het behalen van een zetel.
De partij deed vervolgens mee aan de Tweede Kamerverkiezingen 2021 in alle kieskringen met uitzondering van kieskring twintig (Bonaire), met Jaron Tichelaar als lijsttrekker. Daarmee was het de eerste landelijke jongerenpartij in de politieke geschiedenis van Nederland die meedeed aan de Tweede Kamerverkiezingen. De partij haalde 15.297 stemmen (0,15%), wat onvoldoende was voor een zetel.